# Nincs hozzád hasonló
A Nincs hozzád hasonló (eredeti cím: Como tú, ninguna) 1994 és 1995 között vetített venezuelai Telenovella, amelyet Alberto Gómez és Carlos Romero alkotott. A főszereplői Gabriela Spanic, Eduardo Luna és Miguel de León. Ez volt az első filmsorozat, amelyben Gabriela Spanic főszerepet játszott.
Venezuelában a Venevisión mutatta be 1994. december 7-én.Magyarországon a Zone Romantica csatorna sugározta.

## Történet
|  | Alább a cselekmény részletei következnek! |

Gilda Barreto álma valóra válik, amikor feleségül megy Raymundo Landaetához, egy jóképű és 
gazdag fiatalemberhez, akit nem zavar hogy a lány szerény körülmények közt nőtt fel. A 
fiatalok szerelme őszinte és mély, ugyanakkor túl törékeny ahhoz, hogy ellenálljon mindazon gonoszságnak, amit Raymundo anyjától, Leonidastól kell elszenvedniük.
Leonidas önző, arrogáns, és hatalmaskodó nő, akinek tervei vannak fiával: azt szeretné ha Raymundo Yamilexet venné feleségül, akkor hozzájuk hasonlóan gazdag és előkelő. Leonidas - Yamilexszel karöltve - mindent elkövet, hogy tönkretegye Gilda és fia hálásságát. A két sikerrel jár, Gilda és Raymundo rövid időn belül elválnak. Az érzelmileg teljesen összetört Gilda visszatér korábbi életéhez, alkalmi munkákat vállal, és keményen dolgozik, hogy el tudja tartani magát.
Raymundo hosszú időre külföldre utazik, majd miután hazatér, Yamilexszel kezd járni. Gilda pedig megismerkedik egy sikeres orvossal, Raúllal, aki azonnal beleszeret Gildába…
|  | Itt a vége a cselekmény részletezésének! |

## Szereplők
| Szereplő                        | Színész            | Magyar hang            |
| ------------------------------- | ------------------ | ---------------------- |
| Gilda Barreto / Raquel Sandoval | Gabriela Spanic    | Németi Emese           |
| Raúl de la Peña                 | Miguel de León     | Medgyesfalvy Sándor    |
| Raymundo Landaeta               | Eduardo Luna       | Kovács Levente         |
| Leonidas de Landaeta            | Bárbara Teyde      | N/A                    |
| Mariza Monales                  | Elluz Peraza       | Firtos Edit            |
| Braulio Monales                 | Henry Galué        | Dobos Imre             |
| Lucrecia de la Peña             | Belén Díaz         | Csíki Ibolya           |
| Bernardo Sandoval               | Juan Carlos Vivas  | Szőke Kavinszki András |
| Daniela Sandoval                | Angélica Arenas    | Márton Erzsébet        |
| Álvaro Pacheco " El Tarántula"  | David Bermúdez     | Török Sándor           |
| Asunción Marcheno               | Hilda Blanco       | Körner Anna            |
| Elsa de la Peña                 | Mónica Rubio       | Sólyom Katalin         |
| Jamilex Jil                     | Fabiola Colmenares | Gajai Ágnes            |
| Bruno Acevedo                   | Víctor Hernández   | Hanyecz Róbert         |

## Érdekességek
- Gabriela Spanic a sorozat révén ismerkedett meg későbbi férjével, Miguel de Leónnal, akit kezdetben ellenszenvesnek talált.
- A sorozatban Gabriela Spanic kettős szerepet játszott, akárcsak a Paula és Paulina, valamint A betolakodó című sorozatokban.
- Carlos Romero ebben a sorozatban figyelt fel Gabriela Spanic-ra, később ő ajánlotta fel a Paula és Paulina kettős főszerepét a színésznőnek.
- A sorozat a mai napig Venezuela egyik legnépszerűbb sorozata, összesen 80 országba adták el.